# Liodrosophila formiciformes
Liodrosophila formiciformes är en tvåvingeart som beskrevs av Bock 1982. Liodrosophila formiciformes ingår i släktet Liodrosophila och familjen daggflugor. Inga underarter finns listade i Catalogue of Life.